# José Gil Fortoul

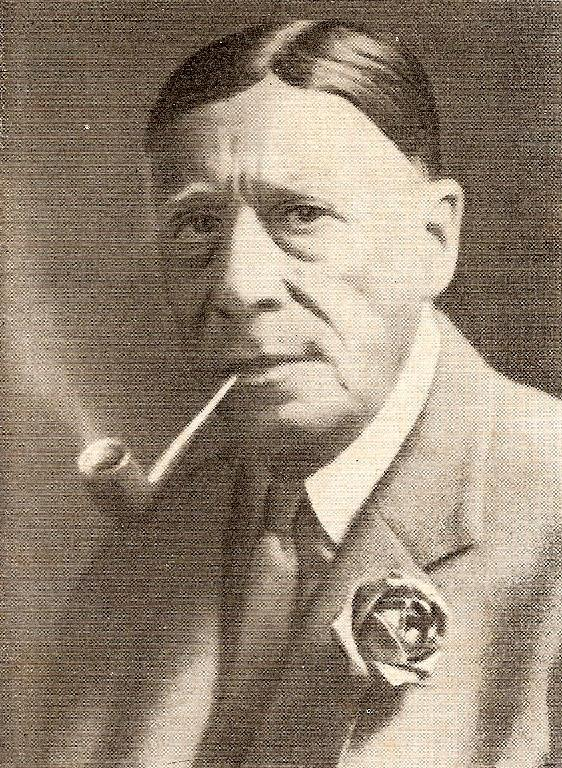
José Gil Fortoul

José Gil Fortoul (n. 25 noiembrie 1861, Barquisimeto, Venezuela - d. 15 iunie 1943, Caracas, Venezuela) a fost un scriitor, istoric și om politic, președintele Venezuelei în perioada 5 august 1913-19 aprilie 1914.